# Трговачко-занатлијска школа у Пироту
Трговачко - занатлијска школа у Пироту је основана одлуком Владе 30. септембра 1878. године. Министар просвете је послао допис начелнику пиротског округа како ова "школа може да допринесе индустријске и привредне потребе Пирота".

## Историјат
Како су то биле године после рата, упис ђака није ишао глатко. Нико није био Првобитно заинтересован да упише ову школу. Предмети у Школи су били: српски језик, зоологија, нотно певање, историја, земљопис, рачуница, цртање, краснопис, хришћанска наука, црквено и световно певање.
Предавања су почела да се одвијају тек 22. новембра те године са укупно два наставника и једним послужитељем. Настава се изводила по Привременом наставном плану и програму где су се у првом разреду училе науке и вештине за трговачки занат. Школа се налазила у општинској згради поред Старе цркве у Пазару. На крају школске године у јуну месецу је долазио изасланик Министарства просвете како би испитивао ђаке. Томе су присуствовали и наставници и родитељи ђака.
1879. године је наставник и управник Школе, Раша Милошевић имао проблема са простором те је молио Министарство да му се додели просторија за други разред. Ђаци су наредне школске године били слаби и дангубили су. Начелник пиротског округа видевши проблем, пише Министарству просвете где изражава жељу да се ова Школа претвори у двогодишњу гимназијску реалку. 11. октобра стиже одговор те је министар дозволио да се Трговачко - занатлијска школа поистовети са гимназијом и да предмети буду исти. Министар је обавестио начелника да наставници морају да удесе програм према томе и да ову вест пренесе грађанству: "Трговачко - занатлијска школа се преобраћа у гимназијску реалку".
То је уједно био и крај Трговачко - занатлијске школе у Пироту пошто се поистоветила са гимназијом.